# The Daily Talk

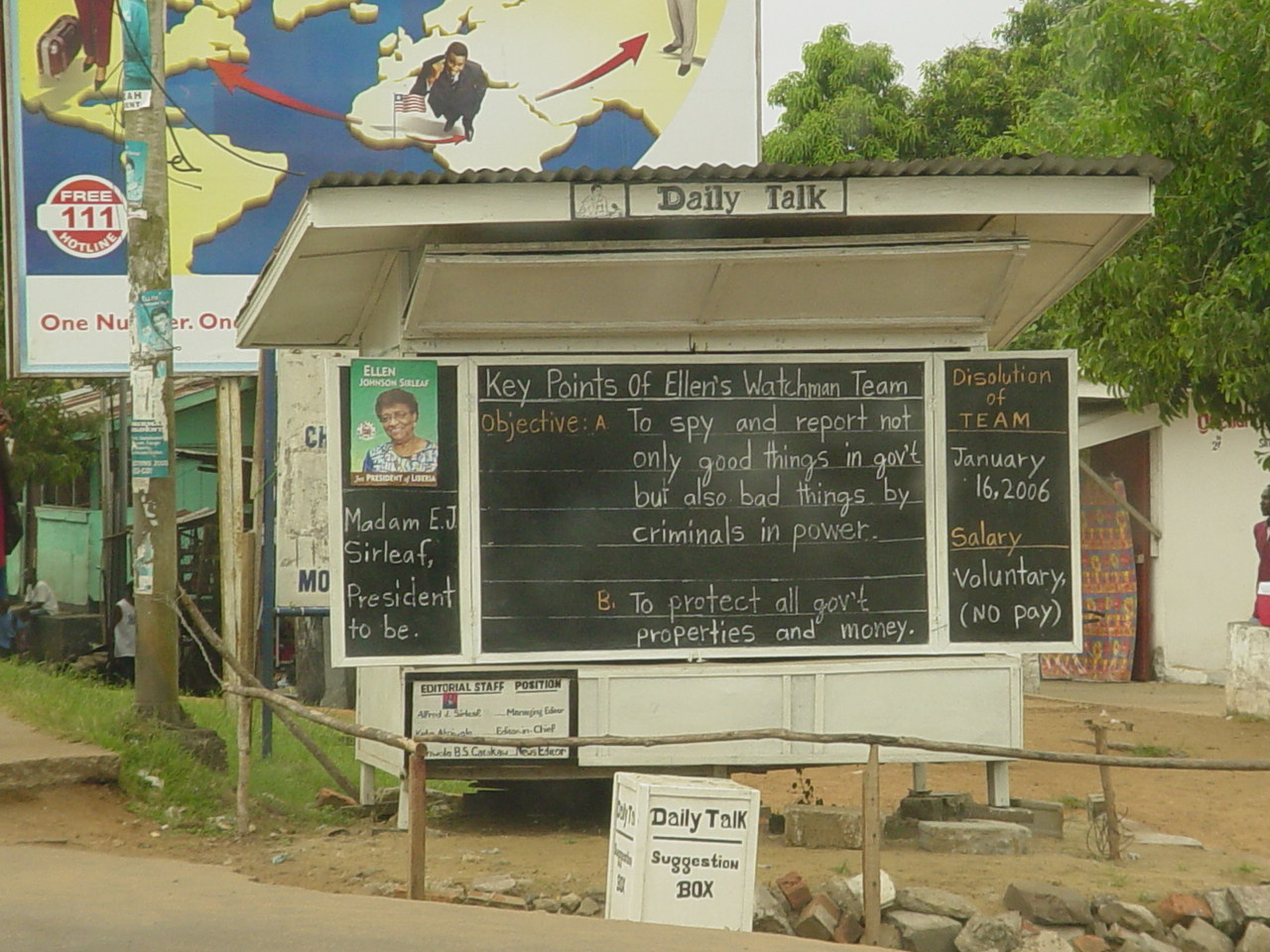
The Daily Talk informando sobre las políticas de la presidenta electa Ellen Johnson-Sirleaf en diciembre de 2005.

The Daily Talk (traducido del inglés como La charla diaria o la plática diaria) es un medio de información en inglés que es publicado diariamente en un pizarrón en el Boulevard Tubman en el centro de Monrovia capital de Liberia desde el 14 de mayo de 2000. Según The New York Times, es el "medio más leído" en Monrovia, puesto que muchos de los habitantes no poseen el dinero o la electricidad necesaria para acceder a los medios de difusión masiva convencionales.

## Historia
El fundador, editor y único empleado del Daily Talk es Alfred Sirleaf, comenta que fundó su periódico de pizarra porque cree que una ciudadanía bien informada es la llave para el renacimiento de Liberia después de años de guerra civil. Él recopila sus historias diariamente de los reportajes de los periódicos y de mensajes de algunos corresponsales voluntarios. El Daily Talk es totalmente gratuito y se sostiene de donaciones ocasionales en efectivo y de tarjetas de celular prepagadas.
Sirleaf primero construyó la choza que funciona como cuarto de edición para el pizarrón instalado afuera. Durante el mandato de Charles Taylor fue destruida por soldados del gobierno después de que el Daily Talk publicara una crítica del régimen de Taylor, Sirleaf fue brevemente encarcelado. Sin embargo con la ayuda de sus seguidores Sirleaf la reconstruyó una semana antes de las elecciones del presidente Ellen Johnson-Sirleaf (sin parentesco) en el 2005 y continuó con su publicación hasta la fecha.